# Caimacam
Caimacam este un cuvânt care vine din turcă kaĭmakam, înseamnând locțiitor al unor demnitari. După alte surse termenul caimacam provine din două cuvinte arabe și anume Kâim (قائم) și Makâm (مقام).
Era întrebuințat în Valahia și în Moldova din secolul al XVII-lea sub forma de Caimacam Domnesc. În așteptarea sau lipsa domnitorului, erau numiți de obicei doi boieri care să conducă principatul. Din secolul al XIX-lea se folosește denumirea de Locotenență Domnească. Sub acest nume se cunosc mai ales căimăcămiile din 1856, după retragerea domnitorilor numiți pe șapte ani, până la reglarea poziției Principatelor Dunărene după noile principii ale Tratatului de la Paris.
Aceste căimăcămii instituite de Imperiul Otoman aveau ca scop prezidarea alegerilor pentru Divanurile ad-hoc, și să facă în așa fel încât să triumfe adversarii unioniștilor.

## Căimăcămii în Valahia (Muntenia+Oltenia)
- Constantin Cantacuzino (10 - 12 iulie 1848; 9 august - 25 septembrie 1848; 26 septembrie 1848 - iunie 1849)
- Alexandru D. Ghica (4 iulie 1856 - octombrie 1858)
- Ioan Manu, Emanoil Băleanu, Ioan Al. Filipescu (octombrie 1858 - 24 ianuarie (5 februarie) 1859)

## Căimăcămii înMoldova
- Lupu Costachi (august 1711)
- Ioan Mavrocordat (7 octombrie - 19 noiembrie 1711)
- Iordache Stavrachi (20 august - 17 decembrie 1749
- Ștefan Vogoride (toamna 1821 - 22 iulie 1822)
- Teodor Balș și Nicolae Vogoride (26 iunie 1856 - octombrie 1858)

## Căimăcămii înTurcia

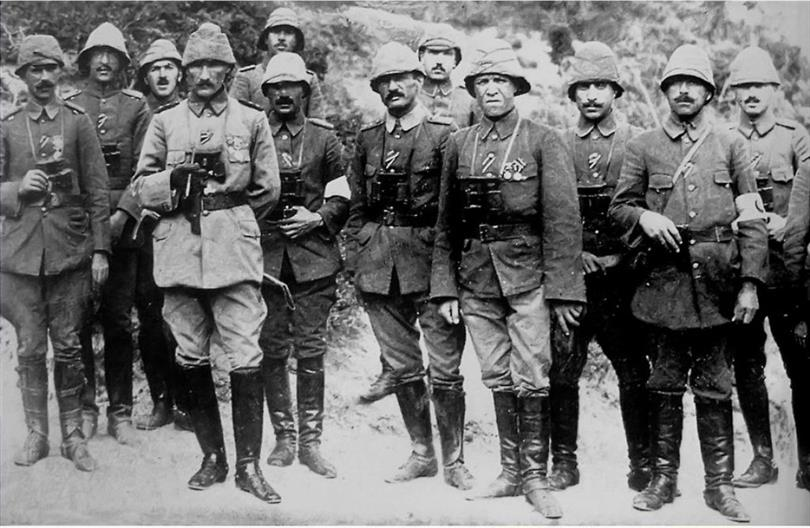
Mustafa Kemal Atatürk a fost caimacam în 1915.

Qaim Maqam sau Qaimaqam ori Kaymakam (scris, de asemenea, kaimakam și caimacam) (arabă قائم مقام) (cu sensul de: sub-guvernator) era un titlu folosit de guvernatorul unei provincii din Republica Turcia, Republica Turcă a Ciprului de Nord și Liban, în plus, a fost un titlu folosit pentru aproximativ aceeași poziție oficială în Imperiul Otoman.